# Мардер I
Мардер I (на немски: Marder I) или SdKfz 135 германско самоходно противотанково оръдие въоръжено със 75 мм противотанково оръдие. По-голямата част от тях са базирани на Lorraine 37L, използван за превоз на артилерия или бронетранспортьор от френската армия, от които германците пленяват около 300 броя при падането на Франция през 1940 г.

## История
Дори в ранните етапи на операция Барбароса Вермахта има нужда от по-мобилно и по-мощно противотанково решение, сравнено със съществуващите противотанкови оръдия и самоходни противотанкови оръдия като Panzerjäger I. Това става неотложен въпрос в края на 1941 г. след появата на новите съветски танкове Т-34 и КВ-1.
Като временно решение се използват излизащите от употреба танкове Панцер II и пленени машини като Lorraine 37L за основа на самоходни противотанкови оръдия. Резултата от това е серията Мардер, които са въоръжени с противотанковото 75 мм оръдие PaK 40 или руското 76,2 мм дивизионално полево оръдие F-22 модел 1936, от което са пленени голям брой.

## Разработка
Мардер I е разработен през май 1942 г. и разполага с противотанково 75 мм оръдие PaK 40 разположено върху шаси на Lorraine 37L. Отделението на екипажа е премахнато, а оръдието е разположено върху шасито. Построено е ново отделение с отворен покрив. То трябва да осигури известна защита на оръдието и екипажа от стрелба с ръчно стрелково оръжие.
Между юли и август 1942 г. са сглобени 170 Мардер I, върху шаси Lorraine 37L. Освен тях малък брой френски и полски танкове са преобразувани в Мардер I. Те включват Hotchkiss H39 и FCM 36.

## Бойна история
Първите Мардер I са изпратени на Източния фронт през 1942 г. и служат противотанкови части от пехотните дивизии.
Списък с пехотните дивизии, в Съветския съюз, за които е известно, че използват Мардер I, и приблизителен период, в който са използвани.
| Дивизия                     | Батальон                     | Период                            |
| --------------------------- | ---------------------------- | --------------------------------- |
| 31-ва пехотна дивизия       | 31-ви противотанков батальон | август 1942 – декември 1943 г.    |
| 35-а пехотна дивизия        | 2.Kp./Pz. Jg.Abt.35          | септември 1942 – декември 1943 г. |
| 36-а пехотна дивизия (мот.) | 4.Kp./Pz. Jg.Abt.38          | октомври 1942 – юни 1943 г.       |
| 72-ра пехотна дивизия       | 3.Kp./Pz. Jg.Abt.72          | септември 1942 – декември 1943 г. |
| 206-а пехотна дивизия       | 1./Pz. Jg.Schn. Abt.206      | януари 1943 – декември 1943 г.    |
| 256-а пехотна дивизия       | 5./Pz. Schnelle-Abt.256      | ноември 1942 – април 1944 г.      |